# Paulo Emilio Silva Azevedo
Paulo Emilio Silva Azevedo (Salvador, 14 december 1969), spelersnaam Paulo Emilio, is een voormalig Braziliaans beachvolleyballer. Met Paulão Moreira won hij in 1997 brons bij de wereldkampioenschappen.

## Carrière
Paulo Emilio begon zijn internationale beachvolleybalcarrière in 1991. Hij debuteerde met Paulão – met wie hij het grootste deel van zijn carrière zou samen spelen – bij het Open-toernooi van Rio de Janeiro in de FIVB World Tour. Het jaar daarop nam het duo deel aan vier toernooien in de World Tour waarbij twee overwinningen (Enoshima en Lignano), een tweede (Rio) en een zevende plaats (Almería) werden behaald. In 1993 eindigden ze als negende in Rio. Het jaar erop speelde Paulo Emilio drie wedstrijden met Zé Marco waarbij ze een derde plaats in Rio en een vijfde plaats in Fortaleza behaalden. In 1995 namen Paulo Emilio en Paulão deel aan twaalf internationale toernooien. Het tweetal won in Lignano en behaalde verder drie vierde plaatsen (Marseille, Espinho en Kaapstad). Het jaar daarop waren ze actief op dertien toernooien in de World Tour met een eerste plaats in João Pessoa als beste resultaat. In Pornichet en Lignano eindigden ze verder als vierde en in Alanya en Fortaleza als vijfde.
In 1997 speelden de twee op tien reguliere FIVB-toernooien waarbij ze enkel in de top tien eindigden. Ze werden eenmaal eerste (Alanya), tweemaal derde (Klagenfurt en Oostende), eenmaal vierde (Berlijn), tweemaal vijfde (Tenerife en Fortaleza) en viermaal negende (Rio, Lignano, Marseille en Espinho). Daarnaast namen Paulo Emilio en Paulão in Los Angeles deel aan de eerste officiële wereldkampioenschappen beachvolleybal waar ze het brons wonnen na de halve finale verloren te hebben van hun landgenoten en latere kampioenen Rogério Ferreira en Guilherme Marques. Het daaropvolgende seizoen deed het duo mee aan negen toernooien met onder meer een tweede plaats in Mar del Plata en vierde plaatsen in Marseille en Klagenfurt als resultaat. Daarnaast werd Paulo Emilio met Carlos Garrido vijfde in Rio en met Carlão Gouveia dertiende in Vitória. In 1999 kwam hij achtereenvolgens met Carlão, Fred de Souza en Garrido uit op vier reguliere FIVB-toernooien met een dertiende plek in Vitória als beste resultaat. Met Fred strandde hij in verder in de kwalificaties van de WK in Marseille.
Het jaar daarop nam hij met Garrido deel aan twee internationale toernooien – dertiende in Guarujá – en tien toernooien in de AVP Tour – vijfde in Manhattan Beach. Met Ferreira werd hij verder negende bij de Vitória Open. In 2001 speelde hij twee wedstrijden met Fred en eindigde hij met Dagoberto Dultra Júnior als zevende in Vitória. Vervolgens vormde Paulo Emilio voor anderhalf seizoen opnieuw een team met Paulão. In die anderhalf jaar namen ze in totaal deel aan negen mondiale toernooien met een vijfde plaats in Fortaleza als beste resultaat. Nadat Paulão zijn carrière had beëindigd, was Paulo Emilio in 2003 nog met verschillende partners actief. Met Pedro Brazão werd hij negende bij de Grand Slam van Marseille. Met Luizão Côrrea werd hij zeventiende bij de Grand Slam van Los Angeles en won hij achter de Cubanen Francisco Álvarez en Juan Rossell de zilveren medaille bij de Pan-Amerikaanse Spelen in Santo Domingo. Met Fábio Luiz Magalhães nam hij tot slot deel aan de WK in eigen land. Het tweetal bereikte de zestiende finale waar ze werden uitgeschakeld door hun landgenoten Harley Marques en Franco Neto. Het seizoen daarop deden Paulo Emilio en Fábio Luiz mee aan acht toernooien in de World Tour. Ze behaalden daarbij een derde plaats op Mallorca, een vijfde plaats in Rio en een negende plaats in Stare Jabłonki. In 2005 kwam hij met Neilton Santos uit op vier Challenger-toernooien en speelde Paulo Emilio met Fred in Salvador zijn laatste internationale beachvolleybalwedstrijd.

## Palmares
Kampioenschappen
- 1997:  WK
- 2003:  Pan-Amerikaanse Spelen

FIVB World Tour
- 1992:  Rio de Janeiro Open
- 1992:  Enoshima Open
- 1992:  Lignano Open
- 1994:  Rio de Janeiro Open
- 1995:  Lignano Open
- 1996:  World Series João Pessoa
- 1997:  Klagenfurt Open
- 1997:  Oostende Open
- 1997:  Alanya Open
- 1998:  Mar del Plata Open
- 2004:  Mallorca Open